# Lago di Varro

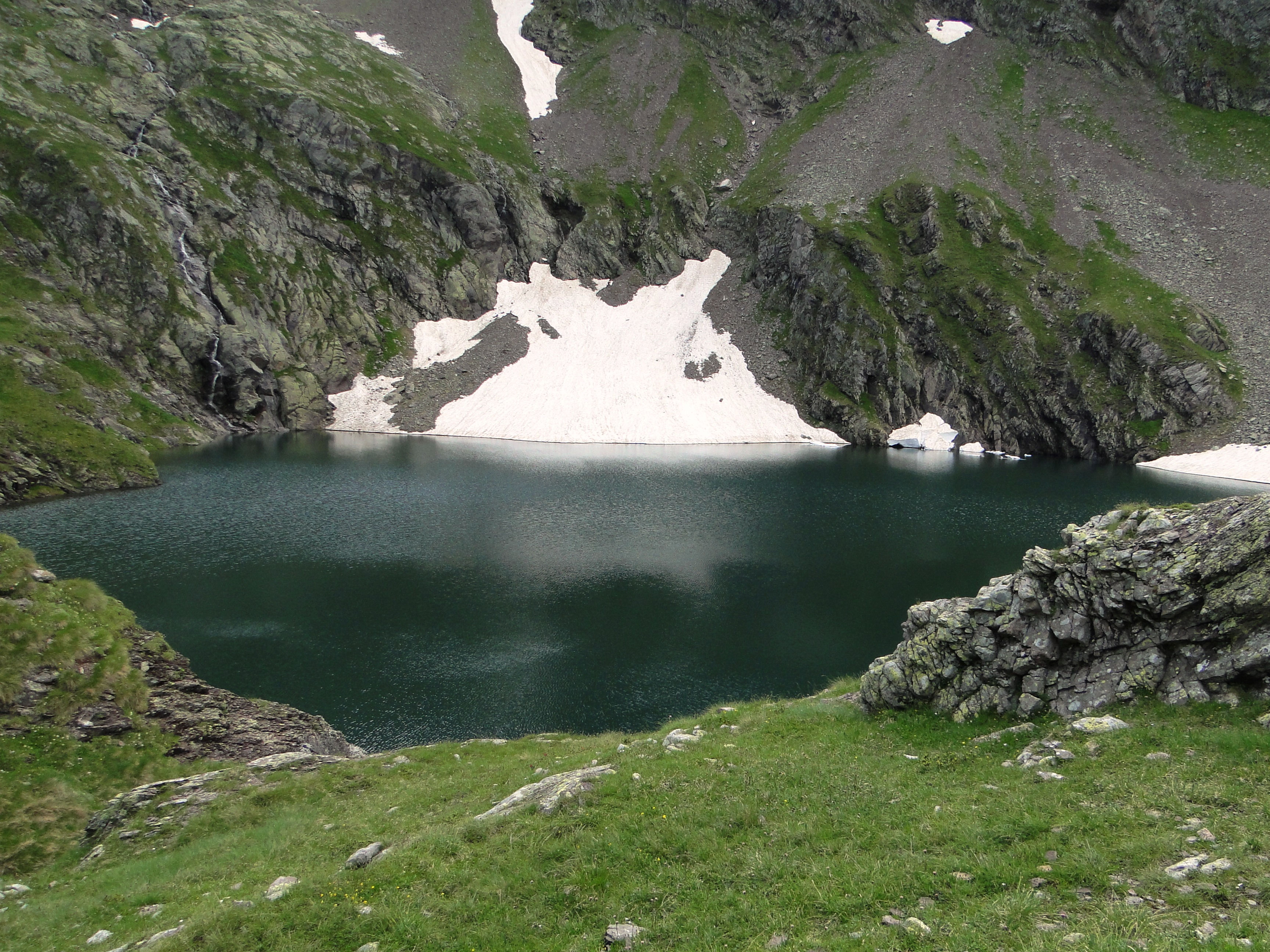
Il lago di Varro

Il lago di Varro si trova nelle Prealpi Orobie, nella valle del Tino, laterale della valle di Scalve, in territorio amministrativo di Vilminore di Scalve.
Il lago, con una superficie pari a circa 34.000 metri quadrati, si adagia in una conca naturale sovrastata dal pizzo Tornello ed il monte Tornone, e riceve le acque provenienti dallo scioglimento delle nevi e dalle frequenti precipitazioni. Da esso nasce il torrente Tino.
È facilmente raggiungibile tramite il sentiero con segnavia del CAI numero 412, che parte alternativamente da Vilmaggiore e dalla località Ronchi, entrambe in territorio di Vilminore di Scalve.